# 鎌田雅人
鎌田 雅人（かまた まさと、1971年2月7日 - ）は、日本の作曲家、編曲家、キーボーディスト、音楽プロデューサー。茨城県ひたちなか市出身。日本音楽著作権協会正会員。シーランド公国男爵。

## 来歴
1971年2月7日、茨城県勝田市（現・ひたちなか市）に生まれる。
1989年、専門学校東京コンセルヴァトアール尚美（現在の尚美ミュージックカレッジ専門学校）作曲科に入学。塩川眞市に師事。作曲家・宮崎尚志に認められ、映像音楽の仕事を手伝うようになる。
1992年、専門学校東京コンセルヴァトアール尚美在学中、日本国民音楽振興財団笹川賞創作曲コンクール吹奏楽部門2位など、作曲賞を数々受賞する。首席卒業。
1993年、専門学校東京コンセルヴァトアール尚美ディプロマコースに進学。現代音楽を学ぶ。作曲法を西村朗、松平頼暁に師事。在学中、映像音楽・劇伴・オーケストラアレンジや吹奏楽曲の委嘱作品を書く仕事をする。同コース中退。
1995年、ジャニーズ事務所のバックバンドオーディションに合格、赤坂晃のツアーでキーボードを担当。ソニー・ミュージックSD制作部において、デビュー前の新人アーティストのデモレコーディングの音楽プロデューサーとして、ライブサポートメンバーとしての仕事を始める。water結成。近藤真彦のツアーキーボードを担当。
1997年、株式会社キューブとマネジメント契約。
1998年、江沼学、宮永治郎、吉田太郎らと、ロックバンドwaterのキーボーディストとして東芝EMIからメジャー・デビュー。2001年解散、2006年再結成。
2000年、hitomiに提供した「LOVE 2000」が大ヒット。FU JI KOのキーボーディストとしても活動。メンバーは、TAMAMIZU、恩田快人など。和服姿で激しく立弾きするキャラクターであった。2007年に解散。
2006年から、日本テレビ系『歌スタ!!』に「ウタイビトハンター」として出演。番組内で発掘した、中学教諭の能塚勝裕、主婦の寅谷利恵子をチョイモテデュエットとして「艶男艶女のLOVEバラード」、主婦の初田悦子を「きみのママより」で、SME Recordsよりメジャー・デビューさせた。
2012年9月20日、茨城県と茨城放送が主催する「先輩からのメッセージ」の一環として、母校である茨城県立水戸桜ノ牧高等学校で、講演をした。
2013年8月31日、water再結成。
2014年6月より、吉本興業所属の芸人による即興コントショーTHE EMPTY STAGEの音楽監督として、即興演奏をしている。
2019年7月より、ADKホールディングス内の、ADK WONDER RECORDSと提携。

## 人物・エピソード
キーボード以外にも、弦楽器類を演奏するマルチプレイヤーである。
シタールを買うためにインドを放浪し、特訓の末、多数のレコーディングにも参加。
趣味は登山。特技はルービックキューブ。愛猫家。ペンネームとして「月夜野さゆり」がある。
初田悦子に描き下ろした『きみのママより』リリースと同時期に『ウタイビトハンター』として出演していた歌スタ!!にて、同じくウタイビトハンターとして出演していた多胡邦夫が木山裕策をスカウトし、自分の娘を想い作り上げた「home」が父が子を思う歌として大ヒット。その為『きみのママより』は、母が子を想い歌う歌として「home」同様ヒットとなり（実際に初田自らが、自分の子を想い作詞）同曲は令和になった今でも、母が子に贈る曲として歌い継がれている。

## 作品

### ソロアルバム
- 「宇宙船の中のミュージックショー」（2001年）

### サウンドプロデュース・編曲
- 藍井エイル
- アデオス×アデージョ
- THE ALFEE
- 芦田愛菜
- 伊礼彼方
- インザーギ（メガマソ）
- いきものがかり
- ウイリアム
- 浦井健治
- 大塚利恵
- 岡田浩暉
- 金子麻美
- 加山雄三
- The Kanlekeez
- 岸谷香
- 研ナオコ
- 小寺可南子&墨谷美輝
- 咲妃みゆ
- 島津亜矢
- James Jirayu
- 鈴木雅之
- sona（ユンソナ）
- 高見沢俊彦
- 谷村新司
- たんこぶちん
- つるの剛士
- 寺田恵子
- 天然デンネンズ
- 寅谷利恵子
- 落合祐里香
- DEL
- 初田悦子
- 広瀬倫子
- ボブとモヒカン
- BSどーもくんワールドソングズ
- 浜谷真理子
- 林部智史
- 半田健人
- 藤木直人
- マシコタツロウ
- 松原健之
- 三浦祐太朗
- 幹てつや
- 観月ありさ
- 水谷千重子
- 水戸ご当地アイドル（仮）
- 山田タマル
- 矢井田瞳
- 八代亜紀
- わたなべゆう

### 作品提供
曲名の右側に記述の無いものは作曲
- 相沢巧弥子 - 「day by day」
- アデオス×アデージョ - 「艶男艶女のLOVEバラード」
- 宇都宮隆 - 「Ordinary Day」
- 大塚利恵「パステルパラシュート」
- オニツカサリー - 「誰もがヒーロー」
- 金子麻美 - 「笑わなくちゃ」（作詞・作曲）他
- KinKi Kids - 「コ・ハ・ル・ビ・ヨ・リ」
- 岸谷香
- 島津亜矢 - 「LIFE」
- 2peace@love（小寺可南子&墨谷美輝） - 「星の体温」「アロハマハロ」
- THE CONVOY - 「THOUSAND NIGHTS」
- たんこぶちん
- TVアニメちはやふる
- 寺田恵子
- DEL - 「紅葉坂」
- 寅谷利恵子（寅谷リコ） - 「堕恋」「Love is gone〜旅立ちの空」「山査子愛歌」「お日様皆様お陰様」「罪人」「お父さん」
- 中山美穂 - 「キミがいるから」
- 落合祐里香（現：長谷優里奈）「鏡の空」「薄ら氷」「Salty Chocolate」「シャンデリア☆ドリーム」「ポストウーマン」「鳥になろうよ」「Who is Calling Me?」「ゆり花日和のテーマ」「パトス～最愛の激情～」「羽化-uka-」
- 初田悦子 - 「きみのママより」（作詞共作+作曲）「忘れてね」（作詞共作+作曲）「KISSのうた」（作詞・作曲）「mother」「パパにラブレター」「光」「星のピカリ☆」「僕らのラララ」「空へ」他
- 藤原美穂 - 「Flower」
- 水戸ご当地アイドル（仮） - 「NEBAPPE☆MITOPPO」（作曲）「いばらき おいしい パラダイス」
- 浜田雅功 and 黒沢かずこ「結果発表～見えた景色はひとつじゃなくて～」
- hitomi - 「LOVE2000」（作曲）「LOVE2020」「Destiny」
- peachy - 「ユメミルチカラ」
- 八桜はづき - 「Future Eyes」「キミのツバサ」
- sona（ユンソナ） - 「はちみついろ」「ハッピー・ドライブ」「Silent Blue」

### CM音楽
- ノンカロリーコカコーラ
- リゲイン
- ファブリーズ
- ヒルズ サイエンスダイエット
- イオンショッピングセンター
- キリン青汁
- ヤマサ青じそぽん酢
- 東芝エレベータ
- 第一製薬システィナC
- 花王「ピュオーラアクア」
  - アクア誕生篇・ネバつくお口に篇
- DHC
  - 「Pアップジェル」誕生篇
  - 「アスタキサンチンローション＆ジェル」DHCの赤篇
  - 「アスタキサンチン コラーゲン オールインワンジェル」DHCの赤篇
- DMM「ポイント10倍キャンペーン」
- アイリスオーヤマ「トイレのモコモコ泡スプレー」（歌唱のみ）

### 舞台音楽
2001年
- 劇団ダンダンブエノ 瓶出し公演「持ち上げる人」（脚本：林邦應&ダンダンブエノ、演出：林邦應・近藤芳正、新宿シアタートップス、1月24日～31日）

2003年
- 碧川るり子シャンソンミュージカル「イカロスの翼」（脚本：碧川るり子、演出：松本美彦、草月ホール、7月）

2004年
- 碧川るり子シャンソンミュージカル「オリンピア」（脚本：碧川るり子、演出：松本美彦、草月ホール、7月）

2005年
- 碧川るり子シャンソンミュージカル「ラ・メール（原作/小中陽太郎「ラメール母」）」（脚本：碧川るり子、演出：松本美彦、草月ホール、7月）

2006年
- 碧川るり子シャンソンミュージカル「エリザベート・21世紀への手紙」（脚本：碧川るり子、演出：松本美彦、草月ホール、7月）

2007年
- 「研修医魂（けんだま）」（脚本・演出：岡本貴也、ル・テアトル銀座、1月16日～21日）
- 碧川るり子シャンソンミュージカル「プレヴェールにささぐ」（脚本：碧川るり子、演出：松本美彦、草月ホール、7月）
- 「アダルトな女たち」（ワハハ本舗 セクシー寄席）（赤坂レッドシアター、8月1日～5日）
- 「スイッチを押すとき」10月公演 新国立劇場小劇場（新国立劇場 小劇場、10月24日～11月4日）

2008年
- 「青春ミステリ ロストデイズ」（脚本：米山和仁・千葉美鈴、演出：毛利亘宏、赤坂レッドシアター、5月9日～25日）
- 碧川るり子シャンソンミュージカル「上海夜想曲」（脚本：碧川るり子、演出：松本美彦、草月ホール、7月4日）
- 「台風14号 もんしろ」（脚本・演出：岡本貴也、東京芸術劇場小ホール1、7月18日～27日、心斎橋そごう劇場、7月31日～8月3日、出演：大河元気、桐山漣、佐藤美貴、渋谷亜希、清水順二（30-DELUX）、ジャスミン、タイソン大屋（劇団☆新感線）、滝口幸広、中井出健、中川真吾、森若香織
- 江頭美智留劇団 旗揚げ公演 クロックガールズ「結婚の条件」（脚本・演出：江頭美智留、スペース107、9月3日～8日）

2009年
- 碧川るり子シャンソンミュージカル「不思議なシャンソンの国の彼女」（脚本：碧川るり子、演出：松本美彦、草月ホール、7月3日）

2010年
- 碧川るり子シャンソンミュージカル「イーハトーヴ2010」（脚本：碧川るり子、演出：松本美彦、草月ホール、7月2日）

2014年
- セカンド・シティデモンストレーションライブ（原宿クロコダイル、6月16日、18日、23日、30日）
- 碧川るり子シャンソンミュージカル「太陽のレシピ」（脚本：碧川るり子、演出：松本美彦、草月ホール、7月4日）
- THE EMPTY STAGE 2014（Palazzo Ducale Azabu、12月1日〜14日）

2015年
- 「　惡　」（脚本・演出：岡本貴也、紀伊國屋ホール、出演：高岡奏輔、陳内将、西丸優子、川上ジュリア、青柳累斗、羽場裕一）
- セカンド・シティEXPERIMENT LIVE～Road To THE EMPTY STAGE～
  - （代官山晴れたら空に豆まいて、3月4日）
  - （六本木Bee Hive、3月5日）
  - （六本木Club Edge、3月10日）
  - （六本木Bee Hive、3月11日）
- THE EMPTY STAGE 2015 summer（Palazzo Ducale Azabu、8月9日〜23日）

2016年
- THE EMPTY STAGE 2016 in Ginza（BENOA銀座、2月7日〜20日）
- THE EMPTY STAGE SEVEN colors（BENOA銀座、5月4日〜5日）
- THE EMPTY STAGE 2016 summer（BENOA銀座、8月1日〜14日）
- 若様組まいる（天王洲銀河劇場、8月7日 - 14日、原作：畠中恵、脚本・演出：岡本貴也、出演：入江甚儀、 宮﨑香蓮、久保田秀敏、染谷俊之、秋元龍太朗、安川純平、佐伯大地、木戸邑弥、鎌苅健太、尾関陸、杉江大志、和合真一、板倉武志（犬と串）、岩井拳士朗、青木珠菜、根本正勝、中村誠治郎）
- シェイクスピア物語〜真実の愛〜（12月、KAAT神奈川芸術劇場）出演：上川隆也、観月ありさ

2017年
- シェイクスピア物語〜真実の愛〜（主演：上川隆也、観月ありさ、1月、KAAT神奈川芸術劇場・梅田芸術劇場メインホール・中日劇場）
- THE EMPTY STAGE JAPAN TOUR 2017
- ミュージカル「花・虞美人」（主演：凰稀かなめ、3月〜4月、赤坂ACTシアター・愛知県芸術劇場・森ノ宮ピロティホール）
- 音楽喜劇「のど自慢」〜上を向いて歩こう〜（主演：森昌子、6月〜8月、東京国際フォーラム ホールC・新神戸オリエンタル劇場・中日劇場）
- THE EMPTY STAGE 2017 summer（BENOA銀座、8月14日〜27日）
- 座・ALISA リーディングコンサート「天国と地獄」（主演：観月ありさ、12月、天王洲銀河劇場・サンケイホールブリーゼ）

2018年
- THE EMPTY STAGE 2018 winter（BENOA銀座、2月9日〜25日）
- 雲のむこう、約束の場所（4月〜5月、東京国際フォーラム ホールC・NHK大阪ホール）
- THE EMPTY STAGE 2018 summer（BENOA銀座、8月6日〜19日）
- 座・ALISA リーディングコンサート「キセキのうた」（主演：観月ありさ、春野寿美礼、湖月わたる、8月26日〜9月30日、セルリアンタワー能楽堂・サンケイホールブリーゼ・ウインク愛知）
- タイヨウのうた（9月5日〜10月14日、なかのZERO・NHK大阪ホール）
- 音楽朗読劇「ヘブンズ・レコード ～青空篇～」（作・演出：岡本貴也、有楽町よみうりホール、松方ホール、10月10日〜21日）
- 愛と青春キップ（主演：Snow Man、演出：藤林美沙、オルタナティブシアター、京都劇場、10月〜11月）

2019年
- 舞台「悪魔と天使」（主演：観月ありさ、1月、KAAT神奈川芸術劇場・梅田芸術劇場メインホール・御園座）
- THE EMPTY STAGE 2019 winter（BENOA銀座、COOL JAPAN OSAKA SSホール、2月9日〜3月17日）
- 舞台「赤と黒 サムライ魂」（主演：里見浩太朗、5月〜6月、東京国際フォーラム ホールC・COOL JAPAN OSAKA TTホール・東海市芸術劇場）
- THE EMPTY STAGE 2019 Grand（新宿FACE、8月17日〜25日）
- かなめのカタチ（主演：凰稀かなめ、紀尾井小ホール、9月10日〜17日）
- 我らが挑む「台本のない新喜劇」（ルミネtheよしもと、11月28日）
- THE EMPTY STAGE（よしもと∞ドーム、12月4日）
- THE EMPTY STAGE Musical Night & Countdown（BENOA銀座、2019年12月31日〜2020年1月1日）

2020年
- 罪のない嘘（主演：佐藤B作、ヒューリックホール東京、クールジャパンパーク大阪WWホール、JMSアステールプラザ 大ホール、福岡市民会館、北九州芸術劇場 大ホール、ウインクあいち、1月〜3月）
- THE EMPTY STAGE（よしもと∞ドーム、1月17日）
- 市原悦子さんを偲んで追悼朗読会「まんが日本昔ばなし」（セルリアンタワー能楽堂、1月26日）
- THE EMPTY STAGE 2020 Grand（新宿FACE、2月3日〜8日）
- THE EMPTY STAGE WEST（YESシアター、2月23日）
- レインボー1日ライブ『虹色学園』in幕張 特別公演『レインボーだけの即興ミュージカル』（幕張吉本劇場、2月24日）
- 東日本大震災復興支援朗読会「まんが日本昔ばなし」（セルリアンタワー能楽堂、3月11日）
- グッバイ・チャーリー（主演：凰稀かなめ、演出：樫田正剛、博品館劇場、3月19日〜22日）
- THE EMPTY STAGE at Home（SHOWROOM配信、5月22日）
- THE EMPTY STAGE at Home（SHOWROOM配信、6月21日〜28日）
- 音楽劇『モンテ・クリスト伯ー黒き将軍とカトリーヌー』（主演：凰稀かなめ、明治座、8月16日～23日）
- 舞台『LOCKDOWN』（作・演出：岡本貴也、新宿村LIVE、8月22日～30日）
- 浪漫舞台『走れメロス』〜文豪たちの青春〜（主演：内博貴、ヒューリックホール東京、名古屋市公会堂、梅田芸術劇場 シアター・ドラマシティ、9月）
- THE EMPTY STAGE LINK（よしもと∞ドーム、10月23日）
- グッバイ・チャーリー（主演：凰稀かなめ、演出：樫田正剛、六行会ホール、11月4日〜8日）
- THE EMPTY STAGE 脳破壊（よしもと∞ドーム、11月27日）
- THE EMPTY STAGE GRAND（よしもと有楽町シアター、12月）
- THE GREATEST ATTENDANTMAN（主演：凰稀かなめ、赤坂RED theater、12月）

2021年
- ドクターブルー（主演：内博貴、KAAT神奈川芸術劇場、NHK大阪ホール、御園座、1月-2月）
- THE EMPTY STAGE（よしもと∞ドーム、3月26日）
- 舞台『WELL』～井戸の底から見た景色～（主演、藤原祐規、上西恵、演出：岡本貴也、新宿村LIVE、4月6日～11日）
- THE EMPTY STAGE THE NEWS SHOW（よしもと有楽町シアター、4月27日）
- THE EMPTY STAGE THE NEWS SHOW（よしもと有楽町シアター、6月5日）
- ミュージカル「MONOCHROME MAN」（演出：藤林美沙、すみだパークシアター倉、7月7日～11日）
- ATTENDANT X（主演：凰稀かなめ、博品館劇場、10月）
- 「朗読活劇 信長を殺した男 2021」（演出：岡本貴也、神田明神ホール、11月24日～26日）
- THE EMPTY STAGE THE NEWS SHOW（よしもと有楽町シアター、12月4日）

2022年
- THE EMPTY STAGE （よしもと∞ドーム、1月22日）
- THE EMPTY STAGE （よしもと有楽町シアター、1月26日）
- THE EMPTY STAGE（よしもと∞ドーム、2月19日）
- THE EMPTY STAGE THE NEWS SHOW（よしもと有楽町シアター、2月26日）
- いばらき民話ミュージカル「ダイダラボウ」「四ひきのキツネ」（ザ・ヒロサワ・シティ会館、3月12日）
- 浪漫舞台『走れメロス』〜文豪たちの青春〜（主演：内博貴、自由劇場、森ノ宮ピロティホール、3月）
- 劇団4ドル50セント オリジナル公演『Take Off!!!!』（演出：岡本貴也、シアターグリーン BOX in BOX THEATER　3月17日～22日）
- THE EMPTY STAGE（よしもと∞ドーム、3月18日）
- シェイクスピア物語〜真実の愛〜（4月15日 - 24日、KAAT 神奈川芸術劇場ホール / 5月20日 - 22日ま、森ノ宮ピロティホール）
- 舞台「無人島に生きる十六人」（こくみん共済 coop ホール／スペース・ゼロ　4月15日〜24日）
- THE EMPTY STAGE THE NEWS SHOW（よしもと有楽町シアター、4月29日）
- THE EMPTY STAGE（よしもと神保町漫才劇場、5月4日）
- THE EMPTY STAGE（よしもと∞ドーム、5月23日）
- THE EMPTY STAGE THE NEWS SHOW（よしもと有楽町シアター、6月2日）
- 劇団4ドル50セント オリジナル公演『Take Off!!!!』（演出：岡本貴也、シアターグリーン BOX in BOX THEATER　6月16日～19日）
- リプシンカ 〜ヒールをはいた男!?たち〜（6月17日 - 19日、COOL JAPAN PARK OSAKA TTホール / 6月22日 - 26日、博品館劇場）
- THE EMPTY STAGE（よしもと∞ドーム、6月25日）
- THE EMPTY STAGE（よしもと∞ドーム、7月18日）
- THE EMPTY STAGE（よしもと神保町漫才劇場、7月27日）
- THE EMPTY STAGE THE NEWS SHOW（よしもと有楽町シアター、8月8日）
- THE EMPTY STAGE（よしもと∞ドーム、8月17日）
- シス×ブロ「ひざ小僧の戯れ The Musical」（ウッディシアター中目黒、11月9日〜13日）
- ココロ踊ル「ダンスピアの消失」（六行会ホール、11月9日〜13日）
- THE EMPTY STAGE（よしもと∞ドーム、11月19日）
- 舞台「歌って走って笑って踊ってキャラバンバン」（高知県南国市MIARE!、11月26日〜27日）
- Revive～by Beginning～（主演：凰稀かなめ、博品館劇場、12月2日〜4日）
- THE EMPTY STAGE（よしもと∞ドーム、12月17日）

2023年
- 音楽劇「李香蘭-花と華-」（主演：西内まりや、新宿サザンシアター、1月13日〜22日）
- いばらき民話ミュージカル（ザ・ヒロサワ・シティ会館、1月14日）
- 「朗読活劇 信長を殺した男 2023」（演出：岡本貴也、東京芸術劇場シアターウエスト、4月27日～30日）
- THE EMPTY STAGE「THE YOUSICAL SHOW」（よしもと∞ドーム、5月28日）演奏、企画演出
- 「舞台『まんが日本昔ばなし』伝説・桃太郎～鬼の絆～」（主演：和田優希（SpeciaL／ジャニーズJr.）、ヒューリックホール東京、6月7日～11日）
- THE EMPTY STAGE Grand 2023 summer（グレースバリ銀座店 グレースバリ～グランデ～、8月5日〜18日）
- ミュージカル「Neo Doll」（演出：児玉明子、脚本：中井由梨子、総合演出・振付：良知真次、主演：平井桃伽、浜浦彩乃、生田輝、涼邑芹、林鼓子、矢島美音、川崎愛香里、佐當友莉亜、下野由貴、北原侑奈、傳谷英里香、明音亜弥、牧浦乙葵、晴音アキ、飛龍つかさ、天寿光希、斎賀みつき（声の出演）、シアターサンモール、8月18日～27日）
- 舞台劇「ぼくと14人のボクの夏休み」(2023年8月23日〜27日、アトリエファンファーレ東新宿　脚本：佐藤正宏　演出：ポケ)

2024年
- THE EMPTY STAGE（よしもと神保町漫才劇場、1月8日）
- ポケットミュージカルス（ルミネtheよしもと、1月25日）
- 劇団ミュ　ミュージカル「Liebe シューマンの愛したひと」(2024年1月27日～2月5日、シアター711　脚本演出：岡本貴也)
- THE EMPTY STAGE Grand 2024 winter（渋谷カルチャーカルチャー、2月26日〜3月3日）
- 温怪談～心温まる怪談～（赤坂REDシアター、3月4日、出演者：ありがとうぁみ、浅沼晋太郎、石川界人、天津飯大郎）
- 温怪談～心温まる怪談～（赤坂REDシアター、5月3日、出演者：ありがとうぁみ、佐藤日向　小山百代　井澤詩織、天津飯大郎）
- 温怪談～心温まる怪談～（赤坂REDシアター、5月4日、出演者：ありがとうぁみ、石原夏織　田所あずさ　南早紀、天津飯大郎）
- 温怪談～心温まる怪談～（赤坂REDシアター、5月6日、出演者：ありがとうぁみ、潘めぐみ、日原あゆみ、白河みずな、天津飯大郎）
- ミュージカル「暁のヨナ」（原作：草凪みずほ（白泉社「花とゆめ」）脚本：谷碧仁 演出：元吉庸泰 振付：良知真次、シアターH）
- THE EMPTY STAGE Grand 2024 summer（渋谷カルチャーカルチャー、9月10日〜12日、9月15日〜18日）
- 劇団ミュ　ミュージカル「추락（ちゅらく） -墜落-」(2024年10月17日～10月28日、ウッディシアター　脚本演出：岡本貴也)
- ミュージカル「Neo Doll」（演出：児玉明子、脚本：中井由梨子、総合演出・振付：良知真次、出演：星名美怜、桜井えま、藍染カレン、仲万美、輝生かなで、北野瑠華、矢島美音、岩佐美咲、宮﨑想乃、真洋、草場愛、小山璃奈、明音亜弥、西葉瑞希、愛蘭みこ、飛龍つかさ、彩輝なお、一ノ瀬莉里歌、鈴木優愛、鈴木南那佳、鈴木美那実、斎賀みつき（声の出演）、シアターH、11月29日～12月8日）
- 「朗読活劇 信長を殺した男 2024」（演出：岡本貴也、博品館劇場、12月5日～8日）
- 温怪談～心温まる怪談～（赤坂REDシアター、3月4日、出演者：ありがとうぁみ、浅沼晋太郎、石川界人、天津飯大郎）

2025年
- 音楽劇「無人島に生きる十六人」（日本青年館ホール）
- 劇団ミュ　ミュージカル「初恋　Sada Yacco: Japan’s first actress」(ウッディシアター　脚本演出：岡本貴也)
- ミュージカル「薔薇王の葬列」（こくみん共済 coop ホール／スペース・ゼロ）
- 温怪談～心温まる怪談～（よしもと幕張イオンモール劇場）;

### DVD音楽
矢島舞美 「わたしの季節」（2016年9月28日、zetima）

### 映画音楽
- 『DAZE』（浅井健監督、1995年）
- 『セルロイド・プラネット』（近藤勇一監督、1998年）
- 『さゞなみ』(長尾直樹監督、2002年)
- 『寄り添う二人』主演・根本正勝、やまだまいこ (原田光規監督、2008年)
- 『ストロボ』(A・T監督、2014年）いばらきショートフィルム大賞受賞。
- 『キモチラボの解法』(A・T監督、2017年）
- 『IMC』(ArK監督、2018年）いばらきショートフィルム大賞受賞。
- 『王子様のハンカチ』(岡本貴也監督、2019年）さぬき映画祭2019・７位受賞。
- 『YELLOW』(岡本貴也監督、2019年）
- 『ドブ殺しは愛のきらめき』(合田雄太監督、2021年）

### ドラマ音楽
- 『鴨川食堂』（NHK BSプレミアム、2016年）
- 『私は誰ですか?〜太郎に何が起こったか〜』[2]（YouTube、ドリームプラスチャンネル、2020年、脚本：江頭美智留、演出：岡本貴也、出演：秋元龍太朗、中村守里、高木勝也、キンタロー。、門田宗大、折井あゆみ、萩原護、大澤有紗）
- 『私は誰ですか?〜花子に何が起こったか〜』[3]（YouTube、ドリームプラスチャンネル、2020年、脚本：江頭美智留、演出：岡本貴也、出演：福田沙紀、古屋呂敏、時任勇気、富山えり子、小西はる、小板橋みすず、合田雅吏、島田勇矢）
- 『ステイ・ホーマー』[4]（YouTube、ドリームプラスチャンネル、2020年、脚本：李正姫、演出：岡本貴也、出演：辰巳琢郎、柳ゆり菜、中村誠治郎、伴アンリ）
- 『食わざるもの、DON’T WORK』[5]（ニッポン放送×吉本興業 ラジオドラマを初共同製作Podcastドラマ）2021年。音楽監督
- 『あなたはだんだん欲しくなる』（2022年7月7日 - BS-TBS）

### その他
- 埼玉県小川町伝統工芸館・館内VTR音楽(1990)
- 茨城県北茨城市新しい童謡・作曲(2008)

## キーボードサポート歴（ツアー、コンサート、レコーディング）
- THE ALFEE
- 赤坂晃
- 麻倉未稀
- 朝澄けい
- アップル&ペアーズ
- 彩乃かなみ
- いきものがかり
- 石井一孝
- 石井里佳
- 井上希美
- 今泉りえ
- 岩崎宏美
- 稲垣潤一
- ウイリアム
- 梅田彩佳
- 浦井健治
- 大黒摩季
- 大塚千弘
- 大塚利恵
- 大友康平
- 岡田浩暉
- 落合祐里香（現：長谷優里奈）
- 海宝直人
- 梶原秀剛
- 金子麻美
- カン・テウル
- CASPEL
- 岸谷香
- GUNECO
- 久野綾希子
- 研ナオコ
- 今拓哉
- 小寺可南子
- 近藤真彦
- THE CONVOY
- 坂元健児
- 咲妃みゆ
- 早霧せいな
- 紫吹淳
- 城田優
- 鈴木勝吾
- 鈴里真帆
- speena
- sona
- 染谷洸太
- ソンモ
- 貴城けい
- 高田志麻
- 高橋由美子
- 田口理恵
- 田代万里生
- 谷村新司
- 田原俊彦
- Chage
- 剣幸
- DEPAPEPE
- デブパレード
- DEL
- 天然デンネンズ
- 戸井勝海
- 中村雅俊
- 夏川りみ
- 新妻聖子
- 新納慎也
- 二宮愛
- 沼尾みゆき
- 猫沢エミ
- 野島直人
- Birthday Suit
- 初田悦子
- 浜谷真理子
- 原田優一
- 半田健人
- 樋口麻美
- 平原綾香
- Peachy
- 平方元基
- ピンボール・ドライブ
- 藤岡正明
- 鳳翔大
- 増田有華
- 松下洸平
- 水夏希
- 碧川るり子
- 三浦祐太朗
- 観月ありさ
- 水谷千重子
- 宮原理子
- 美弥るりか
- 諸星和己
- 八代亜紀
- 山田タマル
- 吉田このみ
- Lunakate
- ミュージカルRENT
- 渡瀬マキ

## テレビCM (本人出演)
- UCCコーヒースーパーアロマ（2001年）

## テレビCM (ナレーション)
- リゲイン（テニス編）（2003年）

## テレビ
- 歌スタ!!（日本テレビ）
- 音燃え!（日本テレビ）
- 千原兄弟プレゼンツ ザ・タイコバン（BSフジ）

## ラジオ
- 鎌田雅人のなるはやでよろしく 隔週水曜日18:30頃～（FMひたち）※終了

## 使用機材
シンセサイザー
- ROLAND FANTOM G8
- ROLAND RD2000
- ROLAND VP550
- YAMAHA MOTIF XS6
- YAMAHA MOXF 8
- KAWAI MP9000
- Ensoniq TS12
- YAMAHA DX7
- KORG MS2000
- KORG TRINITY
- NUMA COMPACT2

オルガン
- HAMMOND PORTA-B
- HAMMOND XK3
- YAMAHA Reface YC

アコーディオン
- PAURO SOPLANI

鍵盤ハーモニカ
- SUZUKI PRO-37 V2

## 受賞歴
- 日本音楽振興財団笹川賞創作曲コンクール 吹奏楽曲部門第二位（1992年）
- ミスターワトソン作曲賞 グランプリ（1993年）
- 第42回日本レコード大賞 優秀作品作曲賞（2001年）

## 関連人物
- 初田悦子
- 小寺可南子
- 大塚利恵